# Ilha de São Paulo (Alasca)

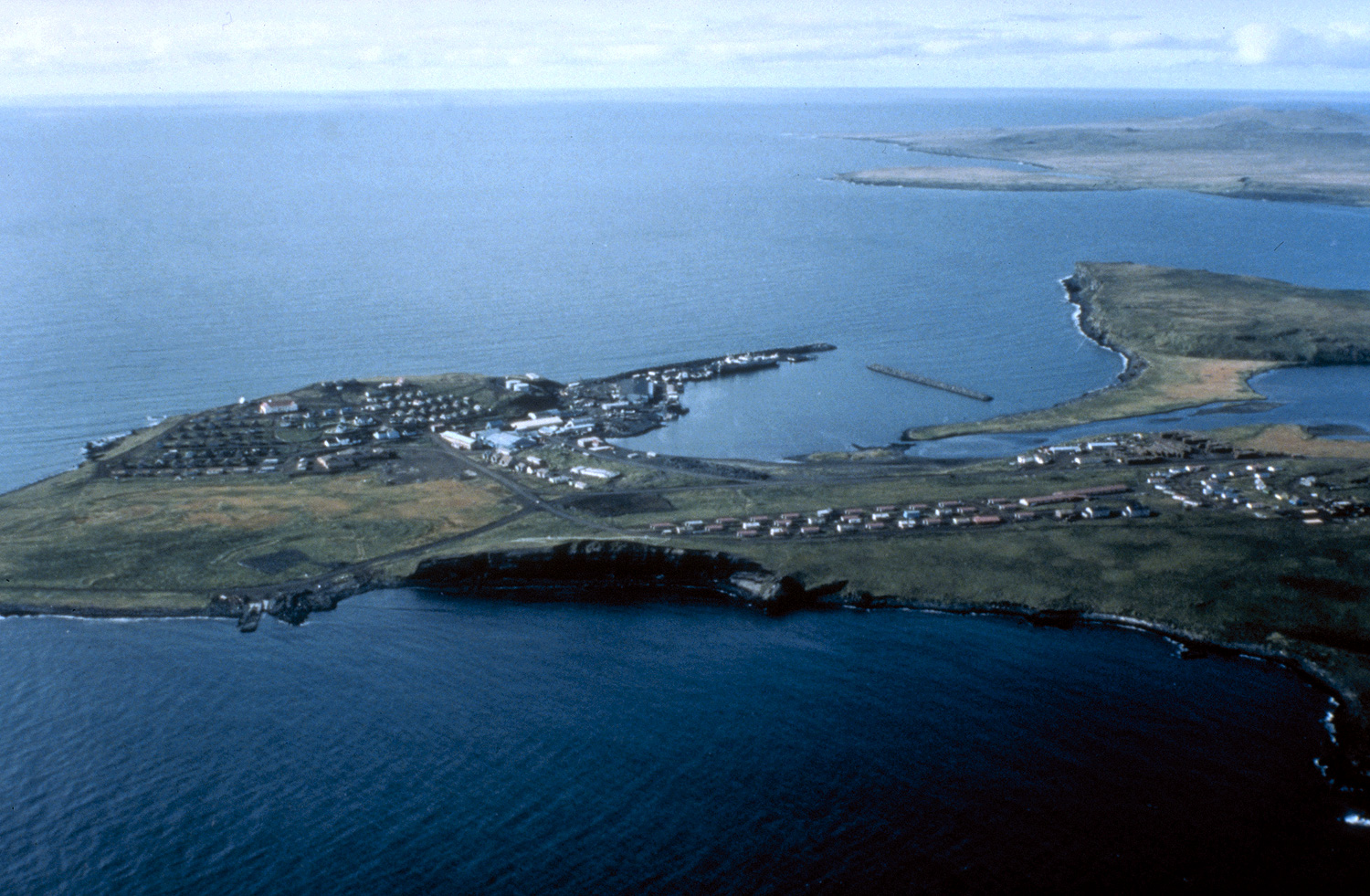
Vista aérea da Ilha de São Paulo (Saint Paul)

A ilha de São Paulo (em aleúte: Tanax̂ Amix̂ ou Sanpuulax̂, em russo: Сент-Пол) é a maior das ilhas Pribilof. Fica no mar de Bering e pertence ao Alasca, Estados Unidos.
Com cerca de 532 habitantes, todos na única localidade de São Paulo, tem 104 km² de área. As duas ilhas mais próximas são a ilha Otter a sudoeste e a ilha Walrus a leste.